# Kapalleki
Kapalleki (nep. कपल्लेकी) – gaun wikas samiti w zachodniej części Nepalu w strefie Seti w dystrykcie Doti. Według nepalskiego spisu powszechnego z 2001 roku liczył on 705 gospodarstw domowych i 4049 mieszkańców (2032 kobiet i 2017 mężczyzn).